# Ochetorhynchus
Ochetorhynchus és un gènere d'ocells de la família dels furnàrids (Furnariidae).

## Descripció
Són ocells terrestres i relativament grossos, mesurant al voltant de 18,5 cm de longitud, caracteritzats pels colors llisos i el bec llarg i corbat. Es troben en llocs oberts i semioberts en regions andines, generalment en vessants rocosos. Habitualment, el niu el fa en forats excavats en barrancs, excepte el niu del miner cuaenlairat (O. phoenicurus), que difereix radicalment dels altres i consisteix d'un aglomerat de branquetes.

## Distribució
Agrupa espècies natives de la regió andina d'Amèrica del Sud, on es distribueixen des del sud del Perú i oest de Bolívia fins a l'extrem sud d'Argentina i Xile.

## Etimologia
El nom genèric Ochetorhynchus es compon de les paraules del grec antic «οχετος okhetos» que significa “canal, conducte, solc” i «ῥυγχος rhunkhos», “bec”; significant “amb solc al bec”.

## Taxonomia
El present gènere va ser usat anteriorment per a agrupar a les llavors Upucerthia harterti i U. certhioides reconeixent les diferències d'aquestes dues espècies dels altres Upucerthia (especialment en relació amb les característiques del niu); no obstant això, l'espècie tipus d'Ochetorhynchus era O. ruficaudus, per tant, no hi havia nom disponible per a aquelles dues espècies. Diversos autors van demostrar que el llavors ampli gènere Upucerthia era altament polifilètic (Chesser et al (2007), Fjeldså et al (2007), Moyle et al (2009)), amb:
1. harterti i certhioides en un grup amb Pseudocolaptes i Premnornis,
2. andaecola i ruficaudus en un grup amb Eremobius i Chilia,
3. U. serrana basal a un grup que inclou Cinclodes i la resta dels Upucerthia.

Per a certhioides + harterti va ser proposat un nou gènere exclusiu Tarphonomus.
Els estudis de Chesser et al (2007) i Fjeldså et al (2007) van trobar que la llavors Eremobius phoenicurus estava agermanada amb la llavors Upucerthia ruficaudus. Es va recomanar recuperar el gènere Ochetorhynchus per a ruficaudus i andaecola i que Eremobius i la llavors Chilia melanura fossin també inclosos. La Proposta N° 324 al Comitè de Classificació de Sud-americà va aprovar el restabliment del present gènere. Treballs posteriors de Derryberry et al (2011) van corroborar els tractaments taxonòmics exposats.
Estudis genètics moleculars recents de Moyle et al (2009) i Derryberry et al (2011), indiquen que aquest gènere està agermanat a un grup que inclou Microxenops i Pygarrhichas. Els estudis de Ohlson et al (2013) van proposar la inclusió dels tres en una subfamília Pygarrhichinae.
Segons la Classificació del Congrés Ornitològic Internacional (versió 14.2, 2024) aquest gènere està format per 4 espècies:
- Ochetorhynchus ruficaudus - miner becut becdret.
- Ochetorhynchus andaecola - miner becut roquer.
- Ochetorhynchus phoenicurus - miner cuaenlairat.
- Ochetorhynchus melanurus - miner cua-roig.